# 亚历山大·奥尼丘克
亚历山大·瓦西里耶维奇·奥尼休克（Alexander Onischuk，1975年9月3日—），苏联出生的美国国际象棋棋手、特级大师。
奥尼休克出生于塞瓦斯托波尔，2001年移民至美国。2006年，他获得了美国国际象棋冠军。其最高等级分为2010年创下的2701分。